# 2020년 하계 올림픽 핀란드 선수단
2020년 하계 올림픽 핀란드 선수단(핀란드어: Suomi kesäolympialaisissa 2020)은 2021년 7월 23일부터 8월 8일까지 일본 도쿄에서 열린 2020년 하계 올림픽에 참가한 올림픽 핀란드 선수단이다.
핀란드는 2020년 도쿄 하계 올림픽에 출전했다. 원래 2020년 7월 24일부터 8월 9일까지 열릴 예정이었던 올림픽은 코로나19 범유행으로 인해 2021년 7월 23일부터 8월 8일로 연기되었다. 핀란드 선수들은 1908년 공식 데뷔 이후 하계 올림픽의 모든 대회에 출전했다. 핀란드는 2008년 하계 올림픽 이후 아직 단 하나의 금메달도 획득하지 못한 채 단 2개의 동메달만 남기고 2020년 하계 올림픽을 떠났다.

## 출전 선수
| 종목         | 남자 | 여자 | 전체 |
| ------------ | ---- | ---- | ---- |
| 양궁         | 1    | 0    | 1    |
| 육상         | 9    | 12   | 21   |
| 배드민턴     | 1    | 0    | 1    |
| 복싱         | 0    | 1    | 1    |
| 승마         | 1    | 0    | 1    |
| 골프         | 2    | 2    | 4    |
| 요트         | 2    | 3    | 5    |
| 사격         | 2    | 1    | 3    |
| 스케이트보드 | 0    | 1    | 1    |
| 수영         | 2    | 3    | 5    |
| 레슬링       | 2    | 0    | 2    |
| 전체         | 22   | 23   | 45   |

## 메달 집계

### 종목별 메달 집계
| 종목 정보    | 참가 선수 | 1 | 2 | 3 | 메달 합계 |
| ------------ | --------- | - | - | - | --------- |
| 골프         | 4         | 0 | 0 | 0 | 0         |
| 레슬링       | 2         | 0 | 0 | 0 | 0         |
| 배드민턴     | 1         | 0 | 0 | 0 | 0         |
| 복싱         | 1         | 0 | 0 | 1 | 1         |
| 사격         | 3         | 0 | 0 | 0 | 0         |
| 수영         | 5         | 0 | 0 | 1 | 1         |
| 스케이트보드 | 1         | 0 | 0 | 0 | 0         |
| 승마         | 1         | 0 | 0 | 0 | 0         |
| 양궁         | 1         | 0 | 0 | 0 | 0         |
| 요트         | 5         | 0 | 0 | 0 | 0         |
| 육상         | 21        | 0 | 0 | 0 | 0         |
| 합계         | 45        | 0 | 0 | 2 | 2         |